# Tentative de coup d'État de 2023 au Burkina Faso
Insurrection djihadiste au Burkina Faso
La tentative de coup d'État de 2023 au Burkina Faso est survenue le 26 septembre 2023. Le 27 septembre, la junte burkinabè arrivée au pouvoir lors d'un coup d'État en septembre 2022 a annoncé qu'une tentative de coup d'État avait été déjouée dans la nuit du 26 septembre.

## Contexte
Lors du coup d'État de janvier 2022, Paul-Henri Sandaogo Damiba a renversé le gouvernement de Roch Marc Christian Kaboré, en raison de l'incapacité du gouvernement burkinabè à réprimer l'insurrection djihadiste au Burkina Faso, qui avait commencé en 2019 et avait vu les djihadistes gagner du terrain dans tout le pays fin 2021. Initialement, le gouvernement de Damiba a été bien accueilli par la population burkinabè, mais il a été incapable de contrôler l'insurrection et a ensuite été renversé lors du coup d'État de septembre 2022 par Ibrahim Traoré.
Le 25 septembre 2023, le magazine Jeune Afrique publie un article sur les tensions croissantes entre militaires mécontents à Ouagadougou. Les tensions sont survenues au moment où des coups de feu sporadiques ont été entendus sur une base militaire burkinabè de la ville et à proximité de la résidence de Traoré. En conséquence, la junte burkinabè a suspendu Jeune Afrique de ses reportages dans le pays, qualifiant ses articles de « mensongers ».

## Déroulement
Dans la nuit du 26 septembre 2023, des comptes de réseaux sociaux pro-Traoré ont publié des messages encourageant les partisans de la junte, familièrement connus sous le nom de « Gardiens de la transition », à sortir et à manifester en soutien à Traoré après que des rumeurs d'un éventuel coup d'État aient fait surface. Des manifestations pro-junte ont également eu lieu dans les villes de Bobo-Dioulasso et Gaoua,. Le matin du 27 septembre, des manifestations plus modestes ont éclaté dans le centre-ville de Ouagadougou contre le régime de Traoré, mais se sont rapidement diffusées. Cette nuit-là, la junte a déclaré qu'une tentative de coup d'État menée par des agents de sécurité de haut rang avait été déjouée grâce aux renseignements recueillis par les services de renseignement burkinabè. La junte a déclaré que quatre officiers avaient été arrêtés en relation avec la tentative de coup d'État et que deux autres étaient en fuite.
Voici les noms révélés par les médias locaux[réf. souhaitée] :
- Le lieutenant-colonel Cheick Hamza Ouattara, commandant de la Légion spéciale de la gendarmerie, arrêté
- Le capitaine Christophe Maïga, commandant en second de l’Unité spéciale d’intervention, arrêté
- Lieutenant Boubacar Keita, directeur général de l’Institut supérieur d’études de protection civile (ISEPC), arrêté
- Sekou Ouedraogo, ex-DGA de l'ISEPC, en fuite
- Abdoul Aziz Aouoba, le commandant des Forces spéciales burkinabè, arrêté